# Giọng hát Việt (mùa 4)
Mùa thứ tư của Giọng hát Việt, một cuộc thi ca hát tương tác truyền hình thực tế, bắt đầu từ ngày 12 tháng 2 năm 2017 trên sóng VTV3, Đài Truyền hình Việt Nam.
Chương trình làm theo khuôn mẫu và sản xuất dựa theo bản nhượng quyền từ chương trình truyền hình Hà Lan The Voice of Holland, sáng tạo và phát triển bởi John de Mol lần đầu tiên vào 2010 và tương tự The Voice (Mỹ).
Bốn giám khảo cho mùa thứ tư là Tóc Tiên, Thu Minh, Noo Phước Thịnh, Đông Nhi. Họ sẽ dẫn dắt một nhóm gồm 11 người trải qua 4 vòng thi: Giấu mặt, Đối đầu, Đo ván và Biểu diễn trực tiếp để tìm ra quán quân của chương trình. Noo Phước Thịnh và Đông Nhi là những HLV đầu tiên tham gia cả Giọng hát Việt và Giọng hát Việt nhí.
Trong đêm chung kết diễn ra vào ngày 4 tháng 6 năm 2017, thí sinh Nguyễn Ngọc Dương của đội Thu Minh đã chiến thắng và trở thành quán quân của Giọng hát Việt mùa thứ tư. Và đây là lần thứ hai Thu Minh trở thành huấn luyện viên chiến thắng.

## Đội
| - Quán quân - Á quân - Giải ba - Giải tư - Giải năm | - Thí sinh bị loại ở vòng Liveshow - Thí sinh được cứu lại bởi HLV khác - Thí sinh bị loại ở vòng Đo ván - Thí sinh bị loại ở vòng Đối đầu |

| HLV | Top 44 thí sinh                  | Top 44 thí sinh     | Top 44 thí sinh         | Top 44 thí sinh | Top 44 thí sinh | Top 44 thí sinh |
| --- | -------------------------------- | ------------------- | ----------------------- | --------------- | --------------- | --------------- |
| Tóc Tiên |                                  |                     |                         |                 |                 |                 |
| Hồ Thị Hiền | Huỳnh Phương Mai                 | Nguyễn Dương Thuận  | Đào Trọng Tín           |                 |                 |                 |
| Hoàng Mỹ Linh | Đặng Tuấn Phong                  | Phạm Hải Anh        | Lê Quốc Đạt             |                 |                 |                 |
| Trần Hải Linh | Nguyễn Đức Huy Hoàng             | Ngô Lan Hương       | Bùi Hoàng Yến           |                 |                 |                 |
| Thu Minh |                                  |                     |                         |                 |                 |                 |
| Nguyễn Ngọc Dương | Trần Anh Đức                     | Trần Tùng Anh       | Phạm Hải Anh            |                 |                 |                 |
| Phạm Thị Mỹ Linh | Phạm Văn Minh                    | Đào Trọng Tín       | Đào Tâm Phương          |                 |                 |                 |
| Nguyễn Hồng Ngọc | Lương Song Hào & Lương Ngọc Hiệp | Nguyễn Ngọc Duy     | Niê Y Hon & Kpă H'Quyên |                 |                 |                 |
| Noo Phước Thịnh |                                  |                     |                         |                 |                 |                 |
| Nguyễn Hiền Mai | Ngô Anh Đạt                      | Phan Thị Thanh Nga  | Đặng Thị Thu Hà         |                 |                 |                 |
| Lương Minh Trí | Nguyễn Anh Phong                 | Han Sara            | Lê Hồng Phi             |                 |                 |                 |
| Huỳnh Thị Ngọc Ny | Phạm Chí Huy                     | Nguyễn Ngọc Phát    | Phan Tuấn Anh           |                 |                 |                 |
| Đông Nhi |                                  |                     |                         |                 |                 |                 |
| Nguyễn Anh Tú | Han Sara                         | Trần Thị Huyền Dung | Nguyễn Thạc Giáng My    |                 |                 |                 |
| Phan Thị Ngọc Thương | Thái Ngọc Bảo Trâm               | Đặng Thị Thu Hà     | Ngô Đức Huy             |                 |                 |                 |
| Nguyễn Thảo Phương | Nguyễn Đoàn Thanh                | Nguyễn Đức Tài      | Đỗ Công Linh            |                 |                 |                 |
| Chú thích: Tên thí sinh bị in nghiêng là các thí sinh bị cướp từ một đội khác. (tên thí sinh ở đội cũ sẽ bị gạch ngang và bị tô đen ở danh sách đội đó) |                                  |                     |                         |                 |                 |                 |

## Vòng Blind Audition (Giấu mặt)
Trong vòng giấu mặt, các huấn luyện viên sẽ tiến hành "tuyển quân" để tìm cho mình một đội 11 người. Các huấn luyện viên sẽ ngồi quay lưng lại với thí sinh và không được biết bất cứ thông tin gì của thí sinh trừ giọng hát. Khi họ thấy muốn "tuyển" thí sinh đó vào đội thì phải nhấn nút "TÔI CHỌN BẠN" trong khi phần thi của thí sinh chưa kết thúc. Nếu chỉ một huấn luyện viên quay lại, thí sinh sẽ về đội người đó. Nếu có nhiều huấn luyện viên quay lại, thí sinh được phép chọn lựa huấn luyện viên mình thích và huấn luyện viên cũng được phép dùng mọi cách để "chiêu mộ nhân tài" cho đội của mình. Huấn luyện viên đã đầy chỗ sẽ dừng tuyển trong khi các huấn luyện viên khác tiếp tục. Vòng giấu mặt kết thúc ngay khi tất cả các huấn luyện viên dừng tuyển vì đủ chỗ.
| Chú giải | Giám khảo nhấn nút "TÔI CHỌN BẠN" | Thí sinh bị loại vì không giám khảo nào nhấn nút "TÔI CHỌN BẠN" | Thí sinh được từ 2 giám khảo lựa chọn trở lên | Thí sinh chỉ có một giám khảo để lựa chọn | Giám khảo được thí sinh chọn vào đội |

### Tập 1 (12/02/2017)
| Thứ tự | Thí sinh                | Tuổi   | Quê quán   | Bài hát dự thi (Sáng tác)                         | Sự lựa chọn của thí sinh và giám khảo | Sự lựa chọn của thí sinh và giám khảo | Sự lựa chọn của thí sinh và giám khảo | Sự lựa chọn của thí sinh và giám khảo |
| Thứ tự | Thí sinh                | Tuổi   | Quê quán   | Bài hát dự thi (Sáng tác)                         | Tóc Tiên                              | Thu Minh                              | Noo Phước Thịnh                       | Đông Nhi                              |
| ------ | ----------------------- | ------ | ---------- | ------------------------------------------------- | ------------------------------------- | ------------------------------------- | ------------------------------------- | ------------------------------------- |
| 1      | Đặng Tuấn Phong         | 24     | Hà Nội     | Và thế là hết (Soobin Hoàng Sơn)                  |                                       | —                                     |                                       |                                       |
| 2      | Nguyễn Thạc Giáng My    | 20     | Hà Nội     | Tìm một người như thế (Phạm Hải Âu)               |                                       | —                                     |                                       |                                       |
| 3      | Đặng Thu Hà             | 25     | Nam Định   | Vì ai vì anh (Đỗ Hiếu)                            | —                                     | —                                     | —                                     |                                       |
| 4      | Nguyễn Ngọc Duy         | 24     | ?          | I know (Nhạc: Irma. Lời Việt: Dũng Hà)            | —                                     |                                       | —                                     | —                                     |
| 5      | Nguyễn Anh Phong        | 27     | Vĩnh Phúc  | Không còn em nữa (Nhạc ngoại. Lời Việt: Linh Nhi) | —                                     |                                       |                                       | —                                     |
| 6      | Han Sara                | 17     | Hàn Quốc   | Haru haru (Kwon Ji Yong)                          |                                       |                                       |                                       |                                       |
| 7      | Ngọc Tân & Thùy Trang   | 42/23  | Thanh Hóa  | Don't you go (Vũ Cát Tường)                       | —                                     | —                                     | —                                     | —                                     |
| 8      | Phạm Hải Anh            | 20     | Ninh Bình  | Rise up (Skunk Anansie)                           |                                       | —                                     |                                       | —                                     |
| 9      | Phan Tuấn Anh           | 24     | Phú Thọ    | Mơ (Vũ Cát Tường)                                 |                                       | —                                     |                                       |                                       |
| 10     | Niê Y Hon & Kpă H'Quyên | 48/ 27 | Đắk Lắk    | Con trâu (Đàm Thanh)                              | —                                     |                                       | —                                     | —                                     |
| 11     | Nguyễn Anh Tú           | 25     | Thái Bình  | Ngày mai chuyện đã khác (Hoàng Huy Long)          |                                       |                                       |                                       |                                       |
| 12     | Nguyễn Ngọc Dương       | 20     | Bình Thuận | Gương thần (Nhạc: Thanh Bùi, Lời: Viễn Trình)     |                                       |                                       |                                       |                                       |

### Tập 2 (19/02/2017)
| Thứ tự | Thí sinh                       | Tuổi | Quê quán              | Bài hát dự thi (Sáng tác)                                        | Sự lựa chọn của thí sinh và giám khảo | Sự lựa chọn của thí sinh và giám khảo | Sự lựa chọn của thí sinh và giám khảo | Sự lựa chọn của thí sinh và giám khảo |
| Thứ tự | Thí sinh                       | Tuổi | Quê quán              | Bài hát dự thi (Sáng tác)                                        | Tóc Tiên                              | Thu Minh                              | Noo Phước Thịnh                       | Đông Nhi                              |
| ------ | ------------------------------ | ---- | --------------------- | ---------------------------------------------------------------- | ------------------------------------- | ------------------------------------- | ------------------------------------- | ------------------------------------- |
| 1      | Thái Ngọc Bảo Trâm             | 22   | Thành phố Hồ Chí Minh | Đã hơn một lần (Tăng Nhật Tuệ)                                   |                                       | —                                     |                                       |                                       |
| 2      | Đào Trọng Tín                  | 22   | ?                     | Tự vấn (Châu Đăng Khoa)                                          | —                                     |                                       |                                       |                                       |
| 3      | Lê Quốc Đạt                    | 19   | Thành phố Hồ Chí Minh | Em không quay về (Hoàng Tôn)                                     |                                       | —                                     | —                                     |                                       |
| 4      | Nguyễn Hồng Ngọc               | 23   | Hà Nội                | Dream (Nhạc ngoại. Lời Việt: Chử Phương Nam)                     |                                       |                                       | —                                     |                                       |
| 5      | Hồ Thị Hiền                    | 19   | Buôn Ma Thuột         | Lặng thầm một tình yêu - Wrecking ball (Thanh Bùi - Miley Cyrus) |                                       |                                       |                                       |                                       |
| 6      | Đỗ Văn Huy                     | 17   | Buôn Ma Thuột         | Chưa bao giờ (Tiên Tiên)                                         | —                                     | —                                     | —                                     | —                                     |
| 7      | Phan Thị Thanh Nga             | 23   | Bình Định             | I have nothing (David Foster, Linda Thompson)                    |                                       |                                       |                                       |                                       |
| 8      | Phan Thị Ngọc Thương           | 25   | Đà Nẵng               | Keep me in love (Đỗ Hiếu)                                        |                                       |                                       |                                       |                                       |
| 9      | Lương Song Hào Lương Ngọc Hiệp | ?    | Hải Phòng             | Mẹ (Phú Quang)                                                   | —                                     |                                       | —                                     | —                                     |
| 10     | Nguyễn Đức Huy Hoàng           | 21   | ?                     | Đừng lừa dối (Nhạc Ngoại. Lời Việt: Chu Minh Ký)                 |                                       | —                                     | —                                     | —                                     |
| 11     | Lê Hồng Phi                    | ?    | Hà Nội                | Bước đến bên anh - 24K Magic (Khắc Hưng, Bruno Mars)             |                                       | —                                     |                                       | —                                     |
| 12     | Trần Anh Đức                   | 18   | Hà Nội                | Thành phố buồn (Lam Phương)                                      |                                       |                                       |                                       |                                       |

### Tập 3 (26/02/2017)
| Thứ tự | Thí sinh            | Tuổi | Quê quán    | Bài hát dự thi (Sáng tác)                                                     | Sự lựa chọn của thí sinh và giám khảo | Sự lựa chọn của thí sinh và giám khảo | Sự lựa chọn của thí sinh và giám khảo | Sự lựa chọn của thí sinh và giám khảo |
| Thứ tự | Thí sinh            | Tuổi | Quê quán    | Bài hát dự thi (Sáng tác)                                                     | Tóc Tiên                              | Thu Minh                              | Noo Phước Thịnh                       | Đông Nhi                              |
| ------ | ------------------- | ---- | ----------- | ----------------------------------------------------------------------------- | ------------------------------------- | ------------------------------------- | ------------------------------------- | ------------------------------------- |
| 1      | Phạm Văn Minh       | 24   | Quảng Ngãi  | S'il suffisait d'aimer (Jean, Jacques Goldman)                                | —                                     |                                       | —                                     |                                       |
| 2      | Trần Thị Huyền Dung | 23   | Huế         | Gửi người yêu cũ (Nguyễn Hồng Thuận)                                          |                                       |                                       |                                       |                                       |
| 3      | Ngô Lan Hương       | 18   | Thanh Hóa   | Biệt ly (Dzoãn Mẫn)                                                           |                                       | —                                     | —                                     |                                       |
| 4      | Hoàng Mỹ Linh       | 20   | Thái Bình   | Love on top (Beyonce Gisselle Knowles, Roberts Taylor, Terius Youngdell Nash) |                                       | —                                     | —                                     |                                       |
| 5      | Lương Minh Trí      | 26   | Hà Nội      | When we were young (Adele, Tobias Jesso Jr)                                   |                                       | —                                     |                                       | —                                     |
| 6      | Dương Mạc Yến My    | 23   | Hà Nội      | Tội lỗi (Nguyễn Hồng Thuận)                                                   | —                                     | —                                     | —                                     | —                                     |
| 7      | Nguyễn Thảo Phương  | 22   | Tuyên Quang | Something's got a hold on me (Leroy Kirkland, Pearl Woods)                    | —                                     | —                                     | —                                     |                                       |
| 8      | Nguyễn Đức Tài      | ?    | Bình Định   | Nấc thang lên thiên đường (Nhạc ngoại. Lời Việt: Bằng Kiều)                   | —                                     | —                                     | —                                     |                                       |
| 9      | Ngô Anh Đạt         | 16   | Hà Nội      | Halo (Ryan Tedder)                                                            |                                       | —                                     |                                       |                                       |
| 10     | Phan Duy Anh        | 25   | Hà Nội      | Phía sau một cô gái (Tiên Cookie)                                             |                                       | —                                     |                                       |                                       |
| 11     | Trần Hải Linh       | 19   | Thái Bình   | Quay lưng (Yến Lê)                                                            |                                       |                                       | —                                     | —                                     |
| 12     | Trần Tùng Anh       | 21   | Bắc Giang   | Mong anh về (Dương Cầm)                                                       |                                       |                                       |                                       |                                       |

### Tập 4 (05/03/2017)
| Thứ tự | Thí sinh           | Tuổi | Quê quán              | Bài hát dự thi (Sáng tác)                                 | Sự lựa chọn của thí sinh và giám khảo | Sự lựa chọn của thí sinh và giám khảo | Sự lựa chọn của thí sinh và giám khảo | Sự lựa chọn của thí sinh và giám khảo |
| Thứ tự | Thí sinh           | Tuổi | Quê quán              | Bài hát dự thi (Sáng tác)                                 | Tóc Tiên                              | Thu Minh                              | Noo Phước Thịnh                       | Đông Nhi                              |
| ------ | ------------------ | ---- | --------------------- | --------------------------------------------------------- | ------------------------------------- | ------------------------------------- | ------------------------------------- | ------------------------------------- |
| 1      | Phạm Chí Huy       | 26   | Thành phố Hồ Chí Minh | Mưa phi trường (Việt Anh)                                 |                                       | —                                     |                                       | —                                     |
| 2      | Nguyễn Ngọc Phát   | 23   | Thành phố Hồ Chí Minh | Cảm giác (Nguyễn Ngọc Phát)                               |                                       |                                       |                                       |                                       |
| 3      | Phạm Thị Mỹ Linh   | 22   | Buôn Ma Thuột         | No (Meghan Trainor)                                       | —                                     |                                       |                                       |                                       |
| 4      | Đỗ Công Linh       | ?    | ?                     | She's gone (John Oates, Daryl Hall)                       | —                                     | —                                     | —                                     |                                       |
| 5      | Nguyễn Dương Thuận | 23   | Thanh Hóa             | Tan (Tú Dưa)                                              |                                       |                                       |                                       |                                       |
| 6      | Huỳnh Phương Mai   | 19   | Hà Nội                | Mamma knows best (Jessica Cornish, Ashton Thomas)         |                                       | —                                     |                                       |                                       |
| 7      | Huỳnh Thị Ngọc Ny  | ?    | Đà Nẵng               | Mẹ tôi (Trần Tiến)                                        | —                                     | —                                     |                                       | —                                     |
| 8      | Nguyễn Hiền Mai    | 19   | Hà Nội                | House of the rising sun (Dân ca Mỹ)                       |                                       |                                       |                                       |                                       |
| 9      | Nguyễn Đoàn Thanh  | 23   | Thành phố Hồ Chí Minh | Duyên (Tạ Quang Thắng)                                    | —                                     | —                                     | —                                     |                                       |
| 10     | Đào Tâm Phương     | 19   | Hà Nội                | Hello (Adele, Greg Kurstin)                               | —                                     |                                       | —                                     | —                                     |
| 11     | Nguyễn Trọng Tín   | 23   | Đồng Nai              | Million reasons (Lady Gaga, Hillary Lindsey, Mark Ronson) | —                                     | —                                     | —                                     | —                                     |
| 12     | Bùi Hoàng Yến      | 26   | ?                     | Anh cứ đi đi (Vương Anh Tú)                               |                                       | —                                     | —                                     | —                                     |

## Vòng Battle (Đối đầu)
Mỗi Huấn luyện viên sẽ chia 11 thí sinh trong đội của mình làm 4 cặp song ca và 1 nhóm tam ca đồng thời chọn cho nhóm một bài hát. Mỗi nhóm sẽ được chính huấn luyện viên và người cố vấn chuyên môn (của huấn luyện viên đó) hướng dẫn để có phần trình diễn tốt nhất trên sân khấu.
Sau thời gian hướng dẫn, vòng đối đầu được ghi hình. Sân khấu sẽ được thiết kế giống như một võ đài và hai thí sinh bước ra cùng trình diễn bài hát đã được tập trước các huấn luyện viên. Sau cuộc thi đấu, các huấn luyện viên đưa ra lời nhận xét. Ba huấn luyện viên còn lại có thể đưa ra dự đoán thí sinh lọt vào vòng trong theo ý thích, nhưng quyền quyết định thí sinh nào ở lại và thí sinh nào ra về lại thuộc về huấn luyện viên chủ quản của hai thí sinh đó.
Sau khi huấn luyện viên chủ quản nhận xét xong thì sẽ quyết định một người lọt vào vòng Đo ván. Thí sinh còn lại chính thức không còn là người của đội huấn luyện viên chủ quản.
Kết thúc 5 phần đối đầu của đội, HLV chủ quản sẽ có quyền được cứu 1 trong số 6 thí sinh đã bị loại trong các trận đối đầu của đội mình để đi vào vòng Đo ván. Sau vòng Đối đầu, mỗi đội sẽ có 6 thí sinh đi vào vòng tiếp theo.
Danh sách cố vấn của các đội:
| Thứ tự | Đội HLV         | Cố vấn                            |
| ------ | --------------- | --------------------------------- |
| 1      | Tóc Tiên        | Mỹ Linh                           |
| 2      | Thu Minh        | Khắc Hưng, Nguyễn Trần Trung Quân |
| 3      | Noo Phước Thịnh | Phương Thanh                      |
| 4      | Đông Nhi        | Thanh Hà, Đỗ Hiếu, Hoàng Tôn      |

     – Thắng đối đầu trực tiếp do được HLV chọn
     – Thua đối đầu trực tiếp do không được HLV chọn và không được HLV cứu sau cùng
     – Thua đối đầu trực tiếp nhưng được HLV cứu sau cùng

### Tập 5 (12/03/2017)
| Thứ tự | Đội             | Bài hát đối đầu (Sáng tác)                 | Thí sinh 1           | Thí sinh 2          | Thí sinh 3    |
| ------ | --------------- | ------------------------------------------ | -------------------- | ------------------- | ------------- |
| 1      | Tóc Tiên        | Ngày hôm qua (Vũ Cát Tường)                | Nguyễn Đức Huy Hoàng | Đặng Tuấn Phong     | —             |
| 2      | Đông Nhi        | Cho em một ngày (Dương Thụ)                | Nguyễn Đức Tài       | Trần Thị Huyền Dung | —             |
| 3      | Thu Minh        | Nắm lấy tay anh (Tú Dưa)                   | Trần Anh Đức         | Nguyễn Ngọc Duy     | —             |
| 4      | Tóc Tiên        | Lady marmalade (Bob Crewe, Kenny Nolan)    | Bùi Hoàng Yến        | Hồ Thị Hiền         | Ngô Lan Hương |
| 5      | Noo Phước Thịnh | Perfect illusion (Lady Gaga, Kevin Parker) | Nguyễn Ngọc Phát     | Ngô Anh Đạt         | —             |

### Tập 6 (19/03/2017)
| Thứ tự | Đội             | Bài hát đối đầu (Sáng tác)                                                                                          | Thí sinh 1        | Thí sinh 2                     | Thí sinh 3   |
| ------ | --------------- | --- | ----------------- | ------------------------------ | ------------ |
| 1      | Thu Minh        | Treasure (Bruno Mars, Philip Lawrence)                                                                              | Đào Trọng Tín     | Phạm Thị Mỹ Linh               | —            |
| 2      | Noo Phước Thịnh | Xinh - What is love - Em không cần anh - Không (Nathan Lee - Hồ Ngọc Hà, Kiên Trần - Châu Đăng Khoa - Nguyễn Ánh 9) | Nguyễn Anh Phong  | Huỳnh Thị Ngọc Ny              | Phạm Chí Huy |
| 3      | Tóc Tiên        | You and I (Lady Gaga)                                                                                               | Hoàng Mỹ Linh     | Phạm Hải Anh                   | —            |
| 4      | Đông Nhi        | Xin anh đừng (Đỗ Hiếu)                                                                                              | Đặng Thị Thu Hà   | Nguyễn Thạc Giáng My           | —            |
| 5      | Thu Minh        | Khi người mình yêu khóc (Phan Mạnh Quỳnh)                                                                           | Nguyễn Ngọc Dương | Lương Song Hào Lương Ngọc Hiệp | —            |

### Tập 7 (26/03/2017)
| Thứ tự | Đội             | Bài hát đối đầu (Sáng tác)        | Thí sinh 1         | Thí sinh 2            | Thí sinh 3     |
| ------ | --------------- | --------------------------------- | ------------------ | --------------------- | -------------- |
| 1      | Đông Nhi        | Đi về đâu (Tiên Tiên)             | Nguyễn Thảo Phương | Nguyễn Anh Tú         | —              |
| 2      | Noo Phước Thịnh | Lặng thầm (Nguyễn Hoàng Duy)      | Han Sara           | Phan Tuấn Anh         | —              |
| 3      | Thu Minh        | Lạc (Tăng Tường Anh)              | Phạm Văn Minh      | Niê Y Hon Kpă H'Quyên | Đào Tâm Phương |
| 4      | Noo Phước Thịnh | Thủy thần (Bùi Hoàng Nam Đức Anh) | Lương Minh Trí     | Lê Hồng Phi           | —              |
| 5      | Tóc Tiên        | Tình lãng phí (Hứa Kim Tuyền)     | Lê Quốc Đạt        | Nguyễn Dương Thuận    | —              |

### Tập 8 (02/04/2017)
| Thứ tự | Đội             | Bài hát đối đầu (Sáng tác)                                                 | Thí sinh 1      | Thí sinh 2           | Thí sinh 3        |
| ------ | --------------- | -------------------------------------------------------------------------- | --------------- | -------------------- | ----------------- |
| 1      | Đông Nhi        | Dù tình phôi pha (Đỗ Hiếu)                                                 | Ngô Đức Huy     | Thái Ngọc Bảo Trâm   | —                 |
| 2      | Đông Nhi        | Bài ca tuổi trẻ - Price tag (Hoàng Long, Việt Phương, Đăng Khoa, Jessie J) | Đỗ Công Linh    | Phan Thị Ngọc Thương | Nguyễn Đoàn Thanh |
| 3      | Noo Phước Thịnh | Ta chẳng còn ai (Đức Trí)                                                  | Nguyễn Hiền Mai | Phan Thị Thanh Nga   | —                 |
| 4      | Tóc Tiên        | Buông (Vũ Ngọc Bích)                                                       | Trần Hải Linh   | Huỳnh Phương Mai     | —                 |
| 5      | Thu Minh        | Queen of the night (Wolfgang Amadeus Mozart)                               | Trần Tùng Anh   | Nguyễn Hồng Ngọc     | —                 |

## Vòng Knock-out (Đo ván)
Vòng Đo ván có thể thức gần giống vòng Đối đầu khi các huấn luyện viên tiếp tục chia cặp đấu, chia thành 3 cặp mỗi đội. Nhưng hai người trong cặp được chọn sẽ hát 2 bài khác nhau, sau đó huấn luyện viên sẽ chọn 1 thí sinh đi tiếp. Thí sinh còn lại vẫn còn cơ hội để đi tiếp. Ở đây, cơ hội đi tiếp được hiểu là thí sinh đó không thuộc về đội của huấn luyện viên của mình nữa mà 1 trong 3 huấn luyện viên còn lại sẽ bấm nút để cứu thí sinh đó và thí sinh đó sẽ về đội của HLV đó. Mỗi HLV sẽ chỉ có 1 quyền "cứu" duy nhất. Sau vòng Đo ván, mỗi đội còn lại 4 thí sinh trong đó có 3 thí sinh của mỗi đội chiến thắng và 1 thí sinh cứu được từ đội khác.
Danh sách cố vấn âm nhạc của các đội
| Thứ tự | Đội HLV         | Cố vấn     |
| ------ | --------------- | ---------- |
| 1      | Tóc Tiên        | Siu Black  |
| 2      | Thu Minh        | Hoài Sa    |
| 3      | Noo Phước Thịnh | Hồ Ngọc Hà |
| 4      | Đông Nhi        | Thanh Hà   |

     – Thắng
     – Thua
     – Thua nhưng được HLV khác cứu

### Tập 9 (09/04/2017)
| Thứ tự | Đội             | Thí sinh 1         | Bài hát dự thi (Sáng tác)                 | Thí sinh 2           | Bài hát dự thi (Sáng tác)              | CỨU      | CỨU      | CỨU             | CỨU      |
| Thứ tự | Đội             | Thí sinh 1         | Bài hát dự thi (Sáng tác)                 | Thí sinh 2           | Bài hát dự thi (Sáng tác)              | Tóc Tiên | Thu Minh | Noo Phước Thịnh | Đông Nhi |
| ------ | --------------- | ------------------ | ----------------------------------------- | -------------------- | -------------------------------------- | -------- | -------- | --------------- | -------- |
| 1      | Đông Nhi        | Thái Ngọc Bảo Trâm | Note to God (Diane Warren)                | Nguyễn Thạc Giáng My | Người đàn bà hóa đá (Trần Lập)         | —        | —        | —               |          |
| 2      | Tóc Tiên        | Đặng Tuấn Phong    | Vì mất đi ánh mặt trời (Đặng Tuấn Phong)  | Nguyễn Dương Thuận   | Vội vàng (Tạ Quang Thắng)              |          | —        | —               | —        |
| 3      | Noo Phước Thịnh | Nguyễn Hiền Mai    | Rơi (Hồ Hoài Anh)                         | Nguyễn Anh Phong     | You raise me up (Brendan Graham)       | —        | —        |                 | —        |
| 4      | Thu Minh        | Đào Trọng Tín      | Anh đã quen với cô đơn (Soobin Hoàng Sơn) | Nguyễn Ngọc Dương    | Lạc nhau có phải muôn đời (Triết Phạm) |          |          | —               | —        |

### Tập 10 (16/04/2017)
| Thứ tự | Đội             | Thí sinh 1           | Bài hát dự thi (Sáng tác)                     | Thí sinh 2       | Bài hát dự thi (Sáng tác)                     | CỨU      | CỨU      | CỨU             | CỨU      |
| Thứ tự | Đội             | Thí sinh 1           | Bài hát dự thi (Sáng tác)                     | Thí sinh 2       | Bài hát dự thi (Sáng tác)                     | Tóc Tiên | Thu Minh | Noo Phước Thịnh | Đông Nhi |
| ------ | --------------- | -------------------- | --------------------------------------------- | ---------------- | --------------------------------------------- | -------- | -------- | --------------- | -------- |
| 1      | Noo Phước Thịnh | Ngô Anh Đạt          | Giọt nắng bên thềm (Thanh Tùng)               | Han Sara         | Thương ca Tiếng Việt (Đức Trí, Hà Quang Minh) | —        | —        |                 |          |
| 2      | Thu Minh        | Trần Anh Đức         | City of stars (Justin Hurwitz)                | Phạm Văn Minh    | Chuyện của mùa đông (Phạm Toàn Thắng)         | —        |          | —               | —        |
| 3      | Tóc Tiên        | Hoàng Mỹ Linh        | Fate (Nhạc Hàn. Lời Việt: Hoàng Anh)          | Huỳnh Phương Mai | Tell me why (Tóc Tiên, Kiên Trần)             |          | —        | —               | —        |
| 4      | Đông Nhi        | Phan Thị Ngọc Thương | I will show you (Nhạc Hàn, Lời Việt: JC Hưng) | Nguyễn Anh Tú    | Anh ghét làm bạn em (Phan Mạnh Quỳnh)         | —        | —        | —               |          |

### Tập 11 (23/04/2017)
| Thứ tự | Đội             | Thí sinh 1          | Bài hát dự thi (Sáng tác)    | Thí sinh 2         | Bài hát dự thi (Sáng tác)                | CỨU      | CỨU      | CỨU             | CỨU      |
| Thứ tự | Đội             | Thí sinh 1          | Bài hát dự thi (Sáng tác)    | Thí sinh 2         | Bài hát dự thi (Sáng tác)                | Tóc Tiên | Thu Minh | Noo Phước Thịnh | Đông Nhi |
| ------ | --------------- | ------------------- | ---------------------------- | ------------------ | ---------------------------------------- | -------- | -------- | --------------- | -------- |
| 1      | Tóc Tiên        | Hồ Thị Hiền         | Lang thang (Tuấn Thành)      | Phạm Hải Anh       | Thăng hoa (Dominik Nghĩa Đỗ, Hoàng Quân) |          |          | —               | —        |
| 2      | Noo Phước Thịnh | Lương Minh Trí      | Lá diêu bông (Trần Tiến)     | Phan Thị Thanh Nga | Nỗi đau ngự trị (Lương Bằng Quang)       | —        | —        |                 | —        |
| 3      | Đông Nhi        | Trần Thị Huyền Dung | Tiếng đêm (Hồ Hoài Anh)      | Đặng Thị Thu Hà    | Tôi là ai (Bảo Phương)                   | —        | —        |                 |          |
| 4      | Thu Minh        | Trần Tùng Anh       | Gửi anh xa nhớ (Tiên Cookie) | Phạm Thị Mỹ Linh   | Tâm sự với người lạ (Tiên Cookie)        | —        |          | —               | —        |

## Vòng Liveshow (Vòng Loại trực tiếp)

### Tập 12 (30/04/2017)
Liveshow 1 của Giọng hát Việt 2017 là các phần thi của 2 đội Tóc Tiên và Đông Nhi. Kết quả các thí sinh đi tiếp hay dừng lại sẽ được công bố ngay sau khi các thí sinh đã trình diễn xong theo quy tắc:
- 2 thí sinh có số lượng bình chọn tin nhắn của khán giả trường quay cao nhất đội sẽ được vào thẳng vòng tiếp theo.
- 1 thí sinh được HLV chọn trong 2 thí sinh còn lại sẽ được vào vòng tiếp theo.
- 1 thí sinh không có lượng bình chọn tin nhắn trong top 2 đội và không được HLV lựa chọn sẽ bị loại.

| Đội      | Mã số | Tên thí sinh         | Bài hát dự thi                     | Tác giả                                                                         | Kết quả  |
| -------- | ----- | -------------------- | ---------------------------------- | ------------------------------------------------------------------------------- | -------- |
| Tóc Tiên | 15    | Nguyễn Dương Thuận   | Chí Phèo                           | Bùi Công Nam                                                                    | 28,29%   |
| Tóc Tiên | 14    | Huỳnh Phương Mai     | Ánh sáng đời tôi                   | Minh Châu                                                                       | HLV chọn |
| Tóc Tiên | 16    | Đào Trọng Tín        | Quá khứ còn lại gì                 | Vũ Minh Tâm                                                                     | Loại     |
| Tóc Tiên | 13    | Hồ Thị Hiền          | Mình yêu từ bao giờ                | Nguyễn Hải Phong                                                                | 27,9%    |
|          |       |                      |                                    |                                                                                 |          |
| Đông Nhi | 09    | Trần Thị Huyền Dung  | I love you                         | Phương Uyên                                                                     | 41,07%   |
| Đông Nhi | 10    | Nguyễn Anh Tú        | Ánh nắng của anh                   | Khắc Hưng                                                                       | 33%      |
| Đông Nhi | 11    | Nguyễn Thạc Giáng My | Chốn thiên đường - Bài ca trên núi | Hồ Hoài Anh, Nguyễn Văn Thương                                                  | Loại     |
| Đông Nhi | 12    | Han Sara             | Side to side                       | Max Martin, Ilya Salmanzadeli, Savan Kotecha, Alexander Kronlund, Ariana Grande | HLV chọn |

### Tập 13 (07/05/2017)
Liveshow 2 của Giọng hát Việt 2017 là các phần thi của 2 đội Thu Minh và Noo Phước Thịnh. Kết quả các thí sinh đi tiếp hay dừng lại sẽ được công bố ngay sau khi các thí sinh đã trình diễn xong theo quy tắc:
- 2 thí sinh có số lượng bình chọn tin nhắn của khán giả trường quay cao nhất đội sẽ được vào thẳng vòng tiếp theo.
- 1 thí sinh được HLV chọn trong 2 thí sinh còn lại sẽ được vào vòng tiếp theo.
- 1 thí sinh không có lượng bình chọn tin nhắn trong top 2 đội và không được HLV lựa chọn sẽ bị loại.

| Đội             | Mã số | Tên thí sinh       | Bài hát dự thi               | Tác giả                                    | Kết quả  |
| --------------- | ----- | ------------------ | ---------------------------- | ------------------------------------------ | -------- |
| Thu Minh        | 05    | Phạm Hải Anh       | Tình 2000                    | Võ Thiện Thanh                             | Loại     |
| Thu Minh        | 07    | Trần Tùng Anh      | Dệt tầm gai                  | Nhạc: Ngọc Đại. Thơ: Vi Thùy Linh          | HLV chọn |
| Thu Minh        | 17    | Trần Anh Đức       | Trái tim em cũng biết đau    | Mr. Siro                                   | 27,22%   |
| Thu Minh        | 08    | Nguyễn Ngọc Dương  | Tell me why                  | Châu Đăng Khoa                             | 41,32%   |
|                 |       |                    |                              |                                            |          |
| Noo Phước Thịnh | 04    | Nguyễn Hiền Mai    | I don't want to miss a thing | Diane Warren                               | 41,45%   |
| Noo Phước Thịnh | 01    | Đặng Thị Thu Hà    | Vì tôi còn sống              | Tiên Tiên                                  | Loại     |
| Noo Phước Thịnh | 18    | Phan Thị Thanh Nga | Love you in silence          | Nhạc: Dương Khắc Linh. Lời: Hoàng Huy Long | HLV chọn |
| Noo Phước Thịnh | 02    | Ngô Anh Đạt        | Não cá vàng                  | Only C, Lou Hoàng                          | 25,3%    |

### Tập 14 (14/05/2017)
Liveshow 3 của Giọng hát Việt 2017 là các phần thi của cả 12 thí sinh đến từ 4 đội. Kết quả các thí sinh đi tiếp hay dừng lại sẽ được công bố ngay sau khi các thí sinh đã trình diễn xong theo quy tắc:
- 1 thí sinh có số lượng bình chọn tin nhắn của khán giả trường quay cao nhất mỗi đội sẽ được vào thẳng vòng tiếp theo.
- 1 thí sinh được HLV chọn trong 2 thí sinh còn lại của đội sẽ được vào vòng tiếp theo.
- 1 thí sinh không có lượng bình chọn tin nhắn cao nhất đội và không được HLV lựa chọn sẽ bị loại.

| Đội             | Mã số | Tên thí sinh        | Bài hát dự thi         | Tác giả                                           | Kết quả  |
| --------------- | ----- | ------------------- | ---------------------- | ------------------------------------------------- | -------- |
| Tóc Tiên        | 14    | Huỳnh Phương Mai    | Giọt sương trên mí mắt | Thanh Tùng                                        | HLV chọn |
| Tóc Tiên        | 15    | Nguyễn Dương Thuận  | Linh hồn và thể xác    | Nguyễn Hải Phong                                  | Loại     |
| Tóc Tiên        | 13    | Hồ Thị Hiền         | Đánh thức              | Tinna Tình                                        | 48,51%   |
|                 |       |                     |                        |                                                   |          |
| Thu Minh        | 07    | Trần Tùng Anh       | Ngày mai               | Lưu Thiên Hương                                   | Loại     |
| Thu Minh        | 08    | Nguyễn Ngọc Dương   | Chuyện hôm qua đó      | Kiên Trần                                         | 64,04%   |
| Thu Minh        | 17    | Trần Anh Đức        | Moves like jagger      | Adam Levine, Benny Blanco, Shellback, Ammar Malik | HLV chọn |
|                 |       |                     |                        |                                                   |          |
| Noo Phước Thịnh | 18    | Phan Thị Thanh Nga  | Con ma                 | Nguyễn Hải Phong                                  | Loại     |
| Noo Phước Thịnh | 02    | Ngô Anh Đạt         | Nắng thủy tinh         | Trịnh Công Sơn                                    | HLV chọn |
| Noo Phước Thịnh | 04    | Nguyễn Hiền Mai     | Ngẫu hứng sông Hồng    | Trần Tiến                                         | 63,6%    |
|                 |       |                     |                        |                                                   |          |
| Đông Nhi        | 09    | Trần Thị Huyền Dung | Trò đùa của tạo hóa    | Nguyễn Hồng Thuận                                 | Loại     |
| Đông Nhi        | 10    | Nguyễn Anh Tú       | Ngày mai sẽ khác       | Khắc Hưng                                         | 48,62%   |
| Đông Nhi        | 12    | Han Sara            | Lạc trôi               | Sơn Tùng MTP                                      | HLV chọn |

### Tập 15 (21/05/2017)
Liveshow 4 của Giọng hát Việt 2017 là các phần thi của tất cả bốn đội Tóc Tiên, Thu Minh, Noo Phước Thịnh và Đông Nhi. Đây là đêm thi bán kết để chọn ra 4 thí sinh của 4 đội đi vào đêm chung kết. Kết quả các thí sinh đi tiếp hay dừng lại sẽ được công bố ngay sau khi các thí sinh đã trình diễn xong theo quy tắc:
Tổng điểm (%) = Tỉ lệ bình chọn của khán giả trường quay (%) + Điểm số của huấn luyện viên cho (%)
- Tỉ lệ bình chọn của mỗi thí sinh được quy ra % trên tổng số 100% bình chọn của cả hai thí sinh.
- Huấn luyện viên có 100% điểm số để cho hai thí sinh tùy theo mức độ đánh giá của mình dành cho thí sinh.
- Tổng hai tỉ lệ bình chọn này của thí sinh nào cao hơn sẽ đi tiếp vào chung kết, thí sinh có tổng điểm thấp hơn sẽ bị loại.

| Đội             | Mã số | Tên thí sinh      | Bài hát dự thi           | Tác giả                                                      | Điểm thành phần     | Điểm thành phần  | Tổng điểm (%) | Kết quả |
| Đội             | Mã số | Tên thí sinh      | Bài hát dự thi           | Tác giả                                                      | Tỉ lệ bình chọn (%) | Điểm HLV cho (%) | Tổng điểm (%) | Kết quả |
| --------------- | ----- | ----------------- | ------------------------ | ------------------------------------------------------------ | ------------------- | ---------------- | ------------- | ------- |
| Tóc Tiên        | 14    | Huỳnh Phương Mai  | Purple rain              | Prince Rogers Nelson                                         | 43,42%              | 50%              | 93,42%        | Loại    |
| Tóc Tiên        | 13    | Hồ Thị Hiền       | I'm in love              | Vũ Đức Thiện                                                 | 56,58%              | 50%              | 106,58%       | Vào CK  |
|                 |       |                   |                          |                                                              |                     |                  |               |         |
| Thu Minh        | 08    | Nguyễn Ngọc Dương | Let me love you          | DJ Snake, Justin Bieber, Andrew Watt, Ali Tamposi, Brian Lee | 75,59%              | 55%              | 130,59%       | Vào CK  |
| Thu Minh        | 17    | Trần Anh Đức      | Người ơi người ở đừng về | Dân ca Quan họ Bắc Ninh                                      | 24,41%              | 45%              | 59,41%        | Loại    |
|                 |       |                   |                          |                                                              |                     |                  |               |         |
| Noo Phước Thịnh | 02    | Ngô Anh Đạt       | One night only           | Henry Krieger                                                | 32,81%              | 50%              | 82,81%        | Loại    |
| Noo Phước Thịnh | 04    | Nguyễn Hiền Mai   | Hold me tonight - Hot    | Đỗ Hiếu - Nhạc Ngoại. Lời Việt: Nathan Lee, Da Da            | 67,19%              | 50%              | 117,19%       | Vào CK  |
|                 |       |                   |                          |                                                              |                     |                  |               |         |
| Đông Nhi        | 10    | Nguyễn Anh Tú     | Yêu 5                    | Vũ Đức Thiện                                                 | 60,19%              | 50%              | 110,19%       | Vào CK  |
| Đông Nhi        | 12    | Han Sara          | Tuổi đá buồn             | Trịnh Công Sơn                                               | 39,81%              | 50%              | 89,81%        | Loại    |

### Tập 16 (28/05/2017)
Liveshow 5 của Giọng hát Việt 2017 là các phần thi của tất cả bốn đội Tóc Tiên, Thu Minh, Noo Phước Thịnh và Đông Nhi. Đây là đêm thi chung kết 1 để tìm ra danh hiệu quán quân của mùa giải. Kết quả sẽ được công bố vào Liveshow 6 và hoàn toàn dựa vào sự bình chọn của khán giả. Thí sinh có lượng tin nhắn bình chọn cao nhất cộng dồn trong chung kết 1 và chung kết 2 trong số 4 thí sinh cuối cùng sẽ trở thành quán quân của mùa giải.
| Đội             | Mã số | Tên thí sinh      | Bài hát dự thi                   | Bài hát dự thi                                   | Bài hát dự thi         | Bài hát dự thi |
| Đội             | Mã số | Tên thí sinh      | Đơn ca                           | Tác giả                                          | Song ca cùng khách mời | Tác giả        |
| --------------- | ----- | ----------------- | -------------------------------- | ------------------------------------------------ | ---------------------- | -------------- |
| Đông Nhi        | 10    | Nguyễn Anh Tú     | Cứ đi                            | Nguyễn Anh Tú                                    | Cát bụi                | Trịnh Công Sơn |
|                 |       |                   |                                  |                                                  |                        |                |
| Noo Phước Thịnh | 04    | Nguyễn Hiền Mai   | Who is loving you - Feeling good | Smokey Robinson, Leslie Bricusse, Anthony Newley | Về đi em               | Trần Tiến      |
|                 |       |                   |                                  |                                                  |                        |                |
| Tóc Tiên        | 13    | Hồ Thị Hiền       | Chạy đi thôi                     | Lưu Thiên Hương                                  | Mùa yêu đầu            | Đinh Mạnh Ninh |
|                 |       |                   |                                  |                                                  |                        |                |
| Thu Minh        | 08    | Nguyễn Ngọc Dương | Let her go                       | Lưu Thiên Hương                                  | Đừng để con một mình   | Trang Pháp     |

### Tập 17 (04/06/2017)
Liveshow 6 của Giọng hát Việt 2017 là đêm chung kết 2 công bố kết quả quán quân của chương trình với những tiết mục khách mời đặc sắc. Quán quân của chương trình được xác định hoàn toàn dựa vào lượng tin nhắn của khán giả từ đêm chung kết 1 đến hết đêm chung kết 2. Ngoài 4 thí sinh của 4 đội đã dự thi ở chung kết 1, thí sinh Ngô Anh Đạt (đội Noo Phước Thịnh) là thí sinh có số bình chọn "Chiếc vé may mắn" cao nhất trên trang điện tử Saostar sẽ chính thức trở lại và là thí sinh thứ 5 tham gia đêm chung kết để tranh danh hiệu quán quân Giọng hát Việt mùa thứ 4.
| Đội             | Mã số | Tên thí sinh      | Bài hát dự thi           | Bài hát dự thi                | Bài hát dự thi          | Bài hát dự thi    | Kết quả |
| Đội             | Mã số | Tên thí sinh      | Đơn ca                   | Tác giả                       | Song ca với HLV         | Tác giả           | Kết quả |
| --------------- | ----- | ----------------- | ------------------------ | ----------------------------- | ----------------------- | ----------------- | ------- |
| Noo Phước Thịnh | 02    | Ngô Anh Đạt       | Hương ngọc lan           | Nhạc: Anh Quân Lời: Dương Thụ | Một mình                | Thanh Tùng        | 8,5%    |
| Noo Phước Thịnh | 04    | Nguyễn Hiền Mai   | Never give up            | Nguyễn Ngọc Phát              | Một mình                | Thanh Tùng        | 20,69%  |
|                 |       |                   |                          |                               |                         |                   |         |
| Tóc Tiên        | 13    | Hồ Thị Hiền       | Đời                      | Lưu Thiên Hương               | Hôn                     | Châu Đăng Khoa    | 13,72%  |
|                 |       |                   |                          |                               |                         |                   |         |
| Đông Nhi        | 10    | Nguyễn Anh Tú     | Tình nhân hay người dưng | Đỗ Hiếu                       | Sẽ không quay về        | Đỗ Hiếu           | 23,18%  |
|                 |       |                   |                          |                               |                         |                   |         |
| Thu Minh        | 08    | Nguyễn Ngọc Dương | Trắng đen                | Hồ Hoài Anh                   | Yêu mình anh - Đừng yêu | Dada - Trang Pháp | 33,91%  |

## Bảng loại trừ

### Đội
| - Tóc Tiên - Thu Minh | - Noo Phước Thịnh - Đông Nhi |

Kết quả chi tiết
| - Quán quân - Á quân 1 - Á quân 2 - Á quân 3 - Á quân 4 | - Được cứu bởi "Chiếc vé may mắn" - Thí sinh an toàn do được khán giả chọn - Thí sinh an toàn do được HLV chọn - Thí sinh bị loại |

| Thí sinh             | Tuần 1   | Tuần 2        | Tuần 3        | Bán kết                         | Chung kết      |
| -------------------- | -------- | ------------- | ------------- | ------------------------------- | -------------- |
| Nguyễn Ngọc Dương    | —        | 41,32%        | 64,04%        | 130,59%                         | 33,91%         |
| Nguyễn Anh Tú        | 33%      | —             | 48,62%        | 110,19%                         | 23,18%         |
| Nguyễn Hiền Mai      | —        | 41,45%        | 63,6%         | 117,19%                         | 20,69%         |
| Ngô Anh Đạt          | —        | 25,3%         | HLV chọn      | Được cứu bởi "Chiếc vé may mắn" | 13,72%         |
| Hồ Thị Hiền          | 27,9%    | —             | 48,51%        | 106,58%                         | 8,5%           |
| Han Sara             | HLV chọn | —             | HLV chọn      | Loại                            | Loại (Bán kết) |
| Trần Anh Đức         | —        | 27,22%        | HLV chọn      | Loại                            | Loại (Bán kết) |
| Huỳnh Phương Mai     | HLV chọn | —             | HLV chọn      | Loại                            | Loại (Bán kết) |
| Nguyễn Dương Thuận   | 28,29%   | —             | Loại          | Loại (Tuần 3)                   | Loại (Tuần 3)  |
| Trần Tùng Anh        | —        | HLV chọn      | Loại          | Loại (Tuần 3)                   | Loại (Tuần 3)  |
| Phan Thị Thanh Nga   | —        | HLV chọn      | Loại          | Loại (Tuần 3)                   | Loại (Tuần 3)  |
| Trần Thị Huyền Dung  | 41,07%   | —             | Loại          | Loại (Tuần 3)                   | Loại (Tuần 3)  |
| Phạm Hải Anh         | —        | Loại          | Loại (Tuần 2) | Loại (Tuần 2)                   | Loại (Tuần 2)  |
| Đặng Thị Thu Hà      | —        | Loại          | Loại (Tuần 2) | Loại (Tuần 2)                   | Loại (Tuần 2)  |
| Đào Trọng Tín        | Loại     | Loại (Tuần 1) | Loại (Tuần 1) | Loại (Tuần 1)                   | Loại (Tuần 1)  |
| Nguyễn Thạc Giáng My | Loại     | Loại (Tuần 1) | Loại (Tuần 1) | Loại (Tuần 1)                   | Loại (Tuần 1)  |

| - Thí sinh đội Tóc Tiên - Thí sinh đội Thu Minh | - Thí sinh đội Noo Phước Thịnh - Thí sinh đội Đông Nhi |

Kết quả chi tiết
| - Quán quân - Á quân 1 - Á quân 2 - Á quân 3 | - Á quân 4 - Thí sinh bị loại - Thí sinh được cứu bởi "Chiếc vé may mắn" (dựa trên hệ thống trên trang Saostar) |

| Thí sinh             | Tuần 1+2 | Tuần 3   | Tuần 4                | Chung kết |
| -------------------- | -------- | -------- | --------------------- | --------- |
| Hồ Thị Hiền          | 27,9%    | 48,51%   | 106,58%               | 8,5%      |
| Huỳnh Phương Mai     | HLV chọn | HLV chọn | Loại bỏ               |           |
| Nguyễn Dương Thuận   | 28,29%   | Loại bỏ  |                       |           |
| Đào Trọng Tín        | Loại bỏ  |          |                       |           |
|                      |          |          |                       |           |
| Nguyễn Ngọc Dương    | 41,32%   | 64,04%   | 130,59%               | 33,91%    |
| Trần Anh Đức         | 27,22%   | HLV chọn | Loại bỏ               |           |
| Trần Tùng Anh        | HLV chọn | Loại bỏ  |                       |           |
| Phạm Hải Anh         | Loại bỏ  |          |                       |           |
|                      |          |          |                       |           |
| Nguyễn Hiền Mai      | 41,45%   | 63,6%    | 117,19%               | 20,69%    |
| Ngô Anh Đạt          | 25,3%    | HLV chọn | Được cứu bởi khán giả | 13,72%    |
| Phan Thị Thanh Nga   | HLV chọn | Loại bỏ  |                       |           |
| Đặng Thị Thu Hà      | Loại bỏ  |          |                       |           |
|                      |          |          |                       |           |
| Nguyễn Anh Tú        | 33%      | 48,62%   | 110,19%               | 23,18%    |
| Han Sara             | HLV chọn | HLV chọn | Loại bỏ               |           |
| Trần Thị Huyền Dung  | 41,07%   | Loại bỏ  |                       |           |
| Nguyễn Thạc Giáng My | Loại bỏ  |          |                       |           |

## Tiền sử tham gia các cuộc thi khác của thí sinh

### Sao Mai điểm hẹn
- Nguyễn Anh Phong (Top 12, mùa 5, 2014)

### Gương mặt thân quen
- Nguyễn Anh Tú (Top 5, mùa 6, 2018)
- Trần Tùng Anh (Top 4, mùa 7, 2019)

### Giọng hát Việt
- Lương Minh Trí (Top 14, đội Trần Lập, mùa 1, 2012)
- Thái Ngọc Bảo Trâm (Top 3, đội Đàm Vĩnh Hưng, mùa 3, 2015)

### Nhân tố bí ẩn
- Hồ Thị Hiền (mùa 2, 2016)
- Phạm Chí Huy (Top 3, đội Thanh Lam, mùa 2, 2016)

### Tuyệt đỉnh song ca
- Trần Tùng Anh (song ca cùng Ngọc Hiếu, đội Đàm Vĩnh Hưng - Dương Triệu Vũ, 2018)

### Giai điệu chung đôi
- Phạm Mỹ Linh (song ca cùng Ngọc Việt, Minh Tú, mùa 1, 2018)

### Dự án số 1 (The Debut)
- Huỳnh Phương Mai (nhóm PM, mùa 1, 2018)

### Nhạc hội song ca
- Han Sara (đội với Lê Nguyễn Thái Sơn, mùa 2, 2018)

### Sàn đấu ca từ
- Trần Tùng Anh (Mùa 2 - 2018)

### Rap Việt
-  Nguyễn Anh Tú (ca sĩ hỗ trợ)

### Ca sĩ mặt nạ
-  Nguyễn Anh Tú (Mascot Voi Bản Đôn, Quán quân mùa 2, 2023)

## Sau cuộc thi
Thí sinh Đặng Thị Thu Hà sau cuộc thi đã cùng với thí sinh Nguyễn Thạc Giáng My của đội HLV Đông Nhi đã debut nhóm nhạc P.M Band bằng sản phẩm âm nhạc đầu tay mang tên "Cần lắm đấy", vào ngày 14/11/2018. Thu Hà đổi sang sử dụng tên Đặng Ngọc Tuệ Phương. Cho đến thời điểm hiện tại, P.M Band đã nhận được tình cảm từ đông đảo khán giả và còn được ưu ái dành tặng cho cái tên “Davichi của Việt Nam” khi sở hữu hàng loạt các ca khúc cover triệu view trên YouTube.